# Bahnstrecke Bayreuth–Neuenmarkt-Wirsberg
| Zugkreuzung im Bahnhof Bindlach, 2012 |                                                                |                               |                               |
| |                                                                |                               |                               |
| Streckennummer (DB): | 5051                                                           |                               |                               |
| Kursbuchstrecke (DB): | 852 421 (1946) 418f (Abzw Schlömen – Neuenmarkt-Wirsberg 1946) |                               |                               |
| Streckenlänge: | 21,0 km                                                        |                               |                               |
| Spurweite: | 1435 mm (Normalspur)                                           |                               |                               |
| Zugbeeinflussung: | PZB, ZUB 262                                                   |                               |                               |
| |                                                                |                               |                               |
| \| \| \| von Schnabelwaid \| \| \| \| \| von Hollfeld \| \| \| \| \| von Weiden \| \| \| \| 58,054 \| Bayreuth Hbf \| 344 m \| \| \| \| nach Warmensteinach \| \| \| \| 62,210 \| Bindlach \| 356 m \| \| \| \| Staatsstraße 2183 \| \| \| \| 65,488 \| Ramsenthal \| Ramsenthal \| \| \| 68,483 \| Harsdorf \| 344 m \| \| \| \| Bundesautobahn 70 \| \| \| \| 73,729 \| Trebgast \| 323 m \| \| \| \| Weißer Main \| \| \| \| 76,200 \| Schlömen \| Schlömen \| \| \| \| von Bischofsgrün \| \| \| \| 76,300 \| Schlömen (Bft, ehem. Abzw) \| Schlömen (Bft, ehem. Abzw) \| \| \| 77,747 \| Neuenmarkt-Wirsberg Süd (Bft) \| Neuenmarkt-Wirsberg Süd (Bft) \| \| \| \| nach Neuenmarkt-Wirsberg Ost \| \| \| \| \| von Hof Hbf \| \| \| \| 79,100 \| Neuenmarkt-Wirsberg \| 348 m \| \| \| \| nach Bamberg \| \| \| \| \| \| \| \| Quellen: [1] \| \| \| \| |                                                                |                               |                               |
| Strecke |                                                                | von Schnabelwaid              | von Schnabelwaid              |
| Abzweig geradeaus und ehemals von links |                                                                | von Hollfeld                  | von Hollfeld                  |
| Abzweig geradeaus und von rechts |                                                                | von Weiden                    | von Weiden                    |
| Bahnhof | 58,054                                                         | Bayreuth Hbf                  | 344 m                         |
| Abzweig geradeaus und nach rechts |                                                                | nach Warmensteinach           | nach Warmensteinach           |
| Bahnhof | 62,210                                                         | Bindlach                      | 356 m                         |
| Strecke mit Straßenbrücke |                                                                | Staatsstraße 2183             | Staatsstraße 2183             |
| Haltepunkt / Haltestelle | 65,488                                                         | Ramsenthal                    | Ramsenthal                    |
| Bahnhof | 68,483                                                         | Harsdorf                      | 344 m                         |
| Strecke mit Straßenbrücke |                                                                | Bundesautobahn 70             | Bundesautobahn 70             |
| Bahnhof | 73,729                                                         | Trebgast                      | 323 m                         |
| Brücke über Wasserlauf |                                                                | Weißer Main                   | Weißer Main                   |
| ehemaliger Haltepunkt / Haltestelle | 76,200                                                         | Schlömen                      | Schlömen                      |
| Abzweig geradeaus und ehemals von rechts |                                                                | von Bischofsgrün              | von Bischofsgrün              |
| Blockstelle | 76,300                                                         | Schlömen (Bft, ehem. Abzw)    | Schlömen (Bft, ehem. Abzw)    |
| Blockstelle | 77,747                                                         | Neuenmarkt-Wirsberg Süd (Bft) | Neuenmarkt-Wirsberg Süd (Bft) |
| Abzweig geradeaus und nach rechts |                                                                | nach Neuenmarkt-Wirsberg Ost  | nach Neuenmarkt-Wirsberg Ost  |
| Abzweig geradeaus und von rechts |                                                                | von Hof Hbf                   | von Hof Hbf                   |
| Bahnhof | 79,100                                                         | Neuenmarkt-Wirsberg           | 348 m                         |
| Strecke |                                                                | nach Bamberg                  | nach Bamberg                  |
| |                                                                |                               |                               |
| Quellen: |                                                                |                               |                               |

Die Bahnstrecke Bayreuth–Neuenmarkt-Wirsberg ist eine eingleisige Hauptbahn in Bayern.

## Geschichte

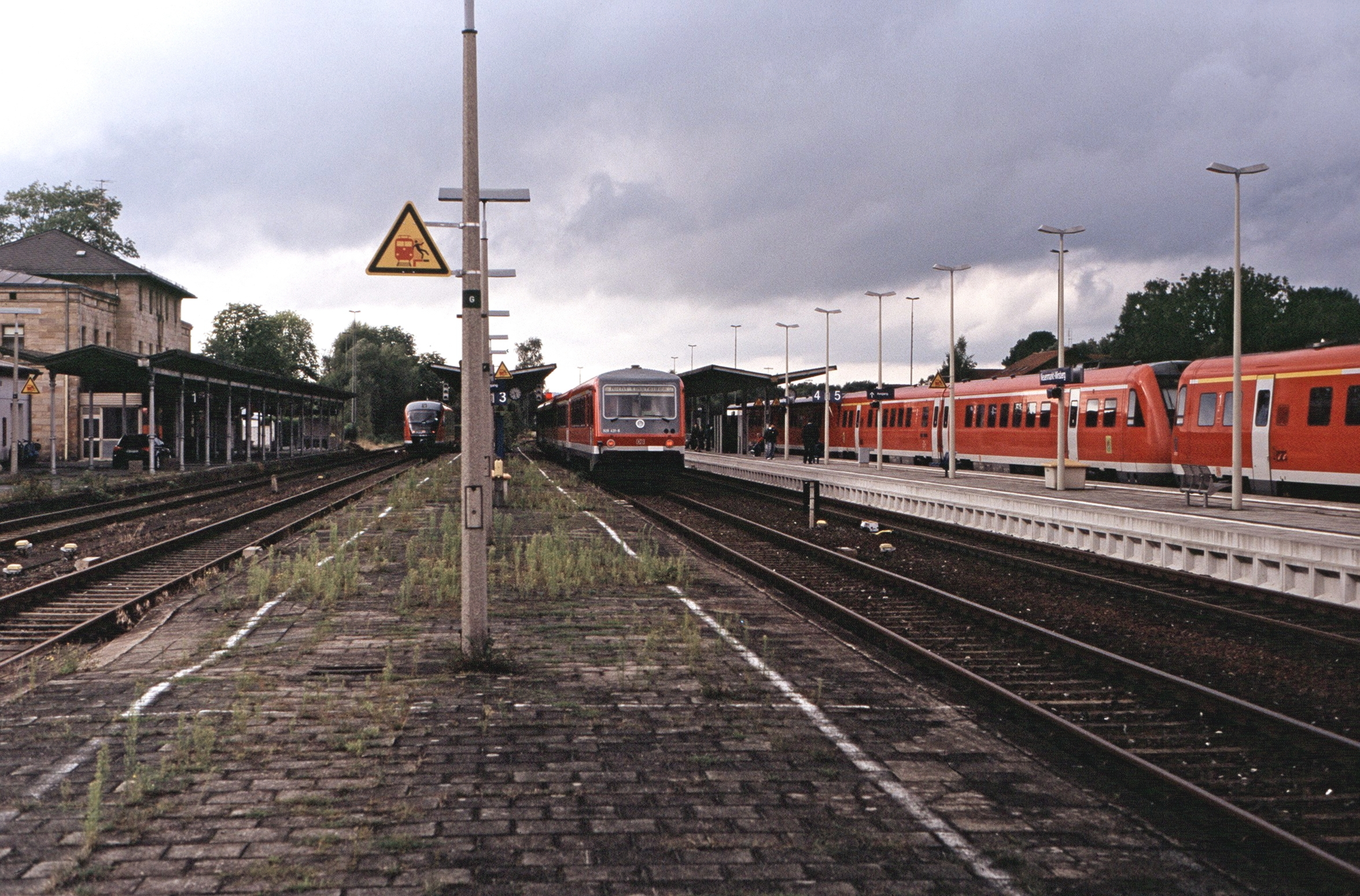
Neuenmarkt-Wirsberg – links der ehemalige Hausbahnsteig der Bayreuther Züge

Die Strecke von Neuenmarkt nach Bayreuth war die erste bayerische Bahnstrecke, die durch einen Vertrag mit dem Staat als Pachtbahn gebaut wurde. Die Stadt Bayreuth finanzierte den Streckenbau und verpachtete sie anschließend an den bayerischen Staat.
Am 28. November 1853 wurde sie von der Königlich Bayerischen Staatsbahn als Nebenstrecke der Ludwig-Süd-Nord-Bahn und eine der ersten Nebenbahnen in Bayern eröffnet. Im Jahr 1905 wurde die Pachtstrecke verstaatlicht.
Eine zu früh gestellte Weiche führte am 20. August 1966 im Bahnhof Harsdorf zu einem Zugunglück mit fünf Schwer- und zwei Leichtverletzten. Ein mit knapp 100 km/h aus Bayreuth kommender Eilzug, ein Triebzug der Baureihe VT 24, fuhr gegen eine auf dem falschen Gleis stehende Dampflokomotive. Der führende Triebwagen und die Lok wurden stark beschädigt.
Am Ort Schlömen zweigte ab 28. Dezember 1896 die Bahnstrecke Schlömen–(Bad) Berneck ab, die 1898 bis Bischofsgrün verlängert wurde. Von Neuenmarkt bis Schlömen, wo die Blockstelle zum Stellwerk wurde, benutzten die Züge das Gleis der Pachtbahn mit. An den Pfingstfeiertagen 1986 befuhr letztmals ein Triebwagenzug mit mehreren Personenwagen die Strecke. Der zuletzt noch im Güterverkehr bediente Abschnitt von Schlömen nach Lanzendorf wurde am 30. Juni 2006 endgültig stillgelegt.

## Streckenbeschreibung

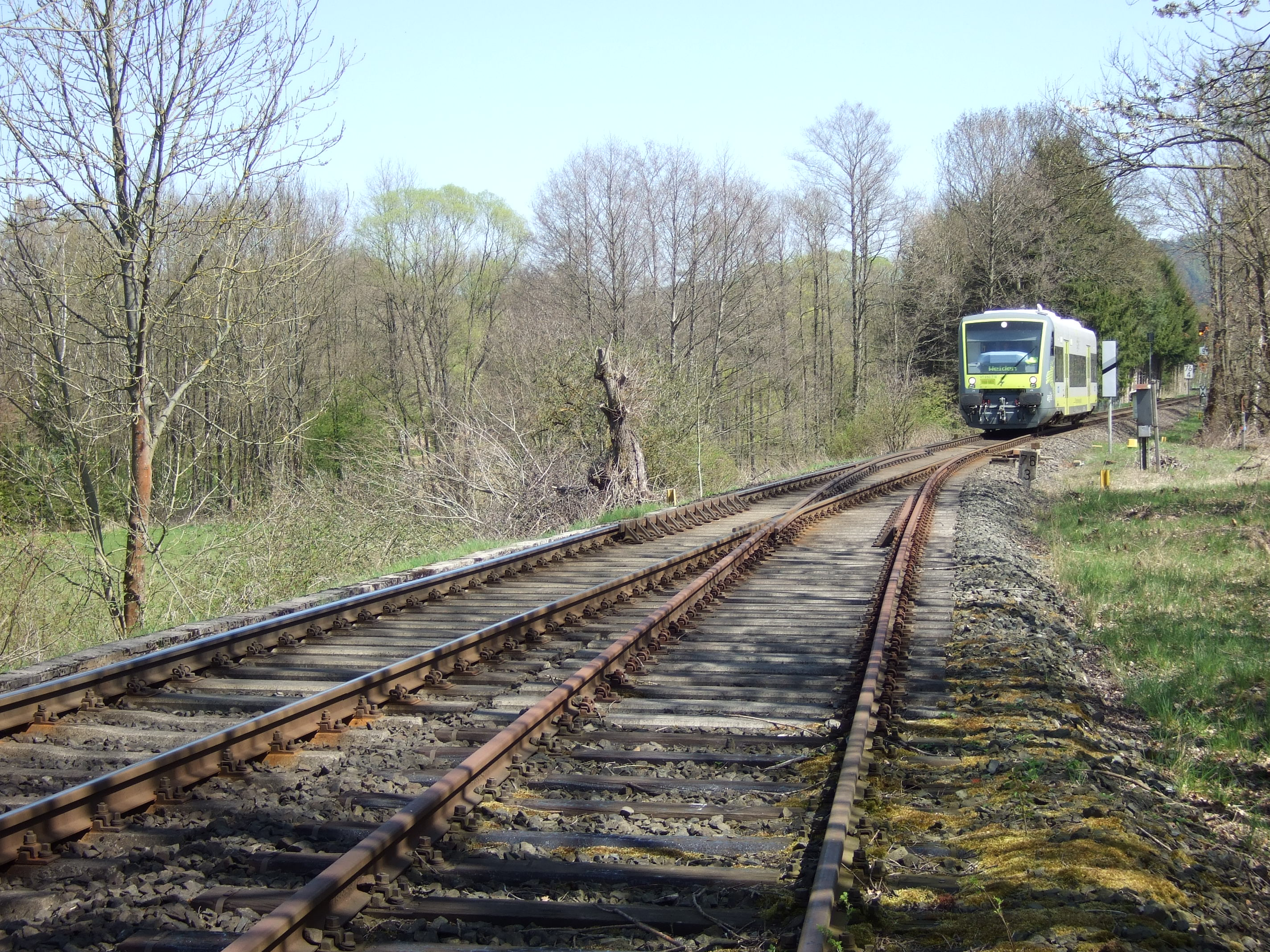
Triebwagen der agilis am Abzweig nach Bischofsgrün

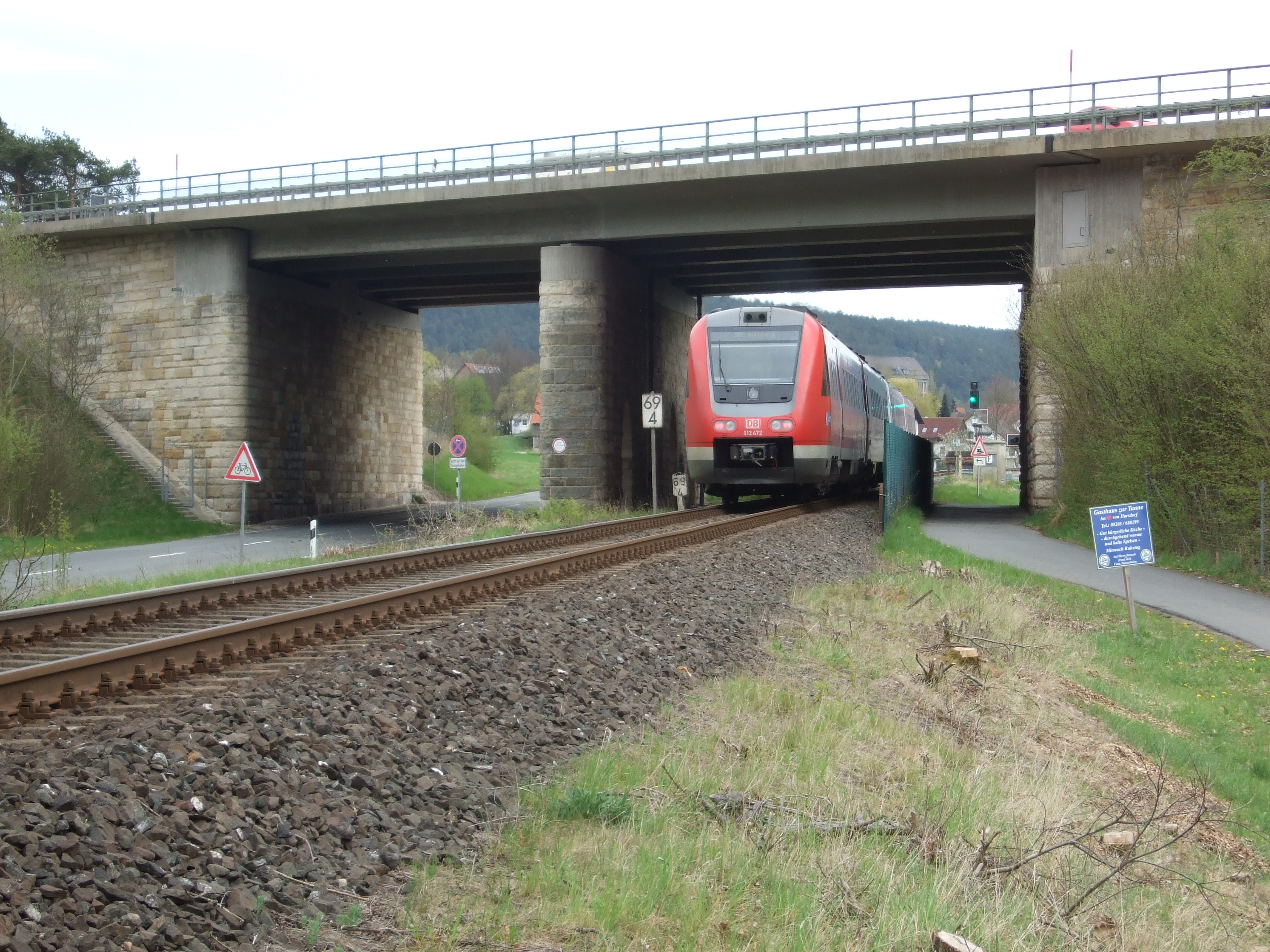
Bahn (mit IRE aus Dresden) und Straße unter der A 70 bei Harsdorf

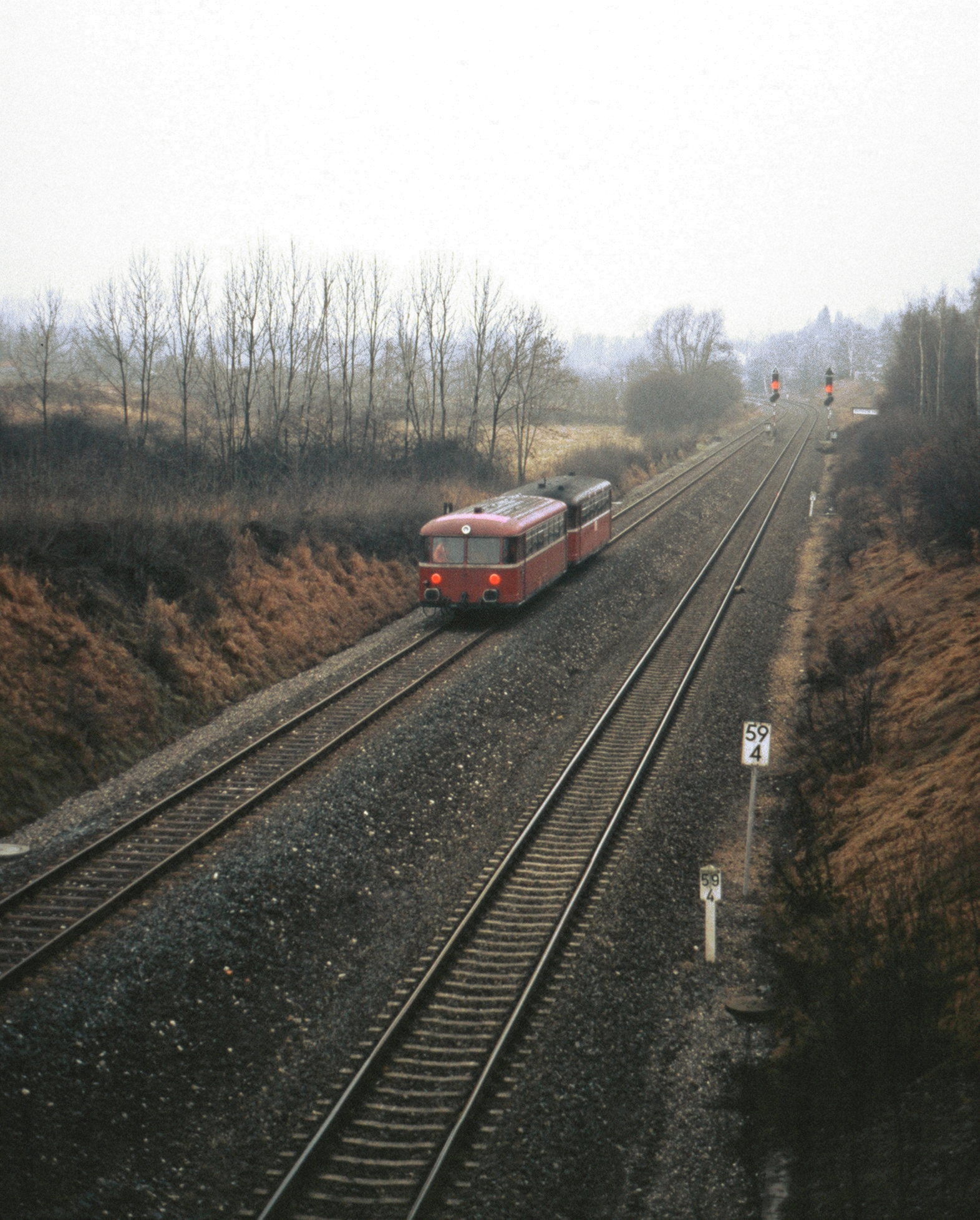
Einfahrt nach Bayreuth Hbf mit Schienenbus aus Warmensteinach, 1987

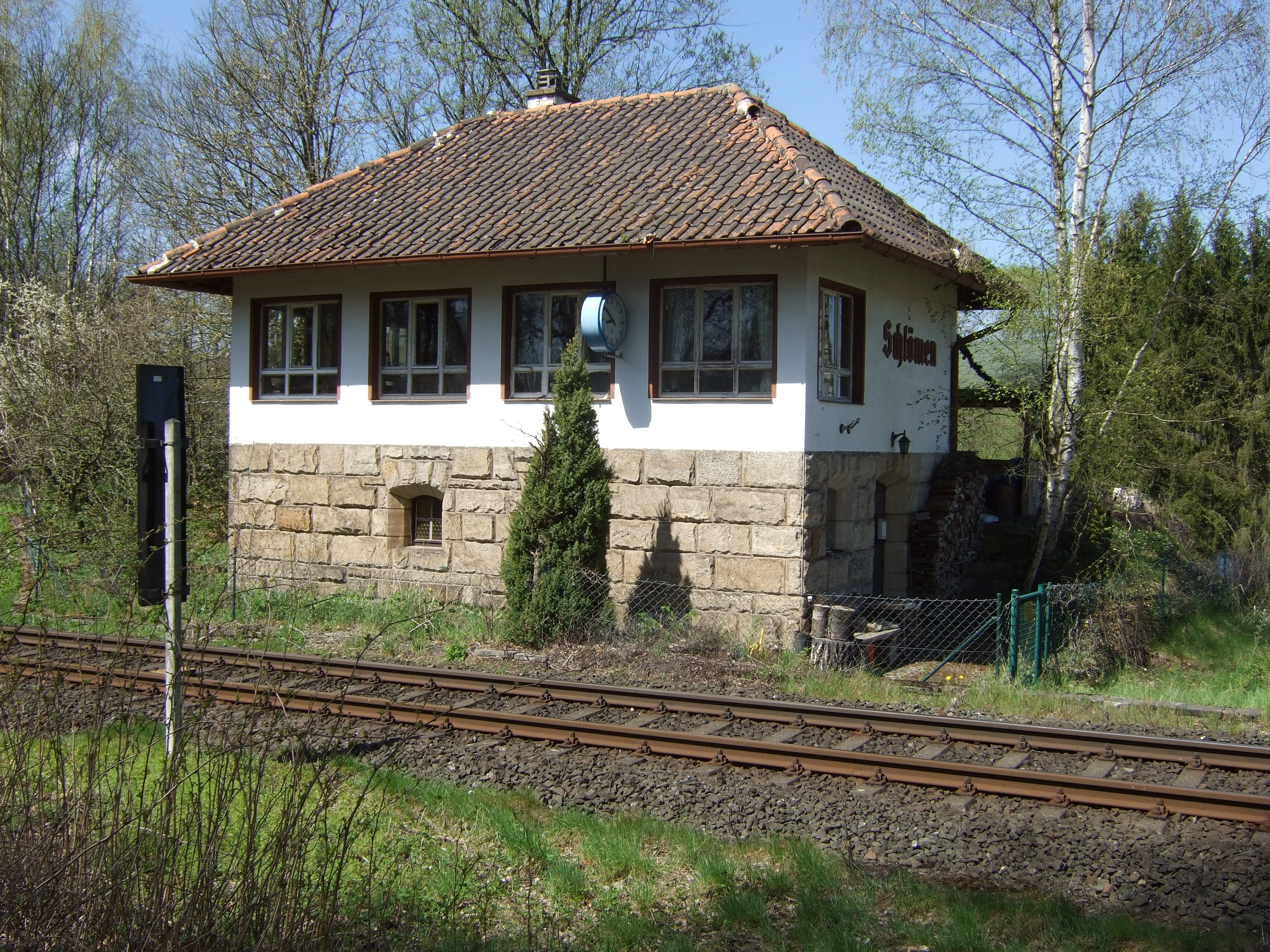
Stellwerk und Blockstelle Schlömen am gleichnamigen Haltepunkt

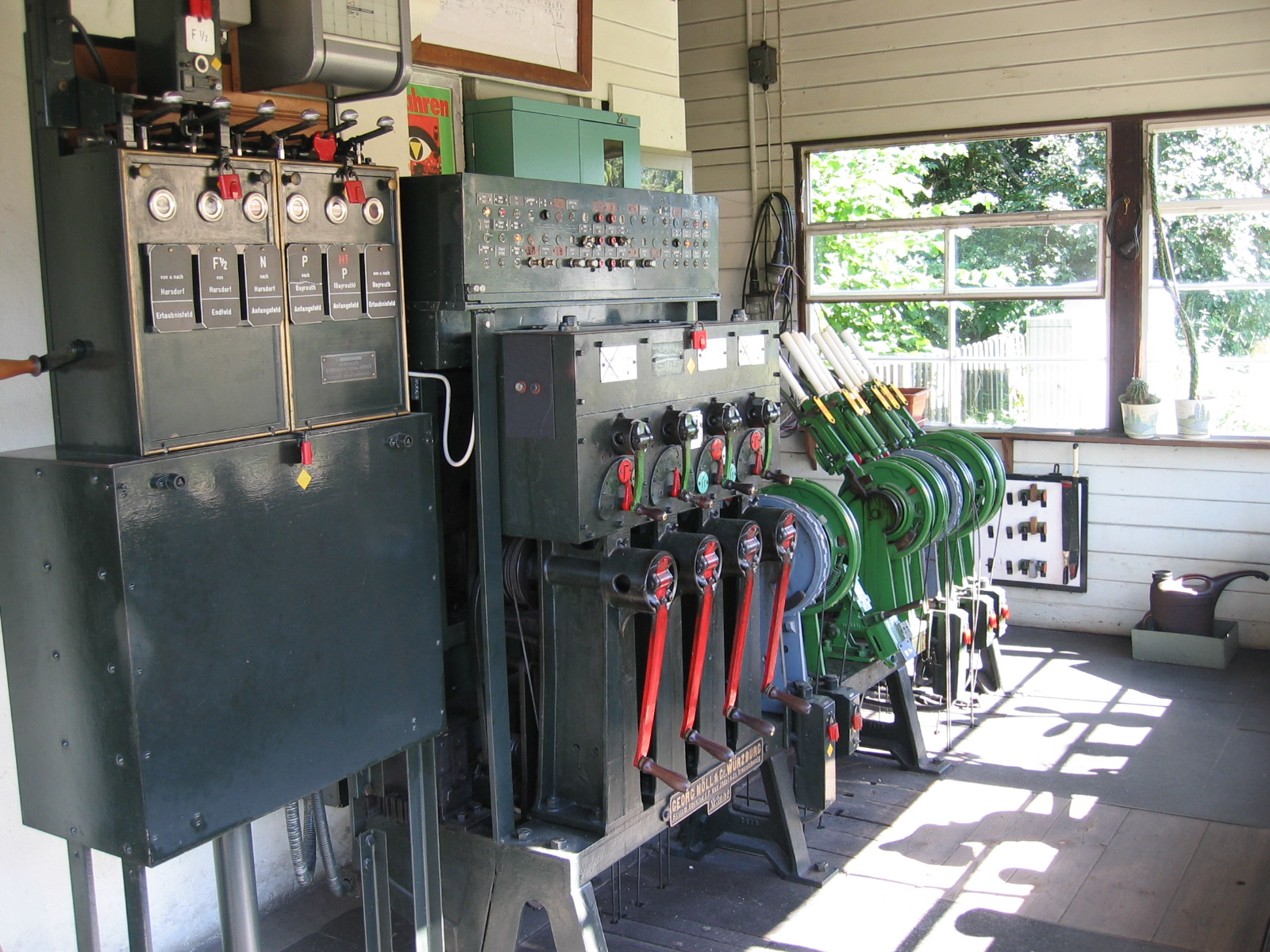
Hebelstellwerk im Bahnhof Bindlach

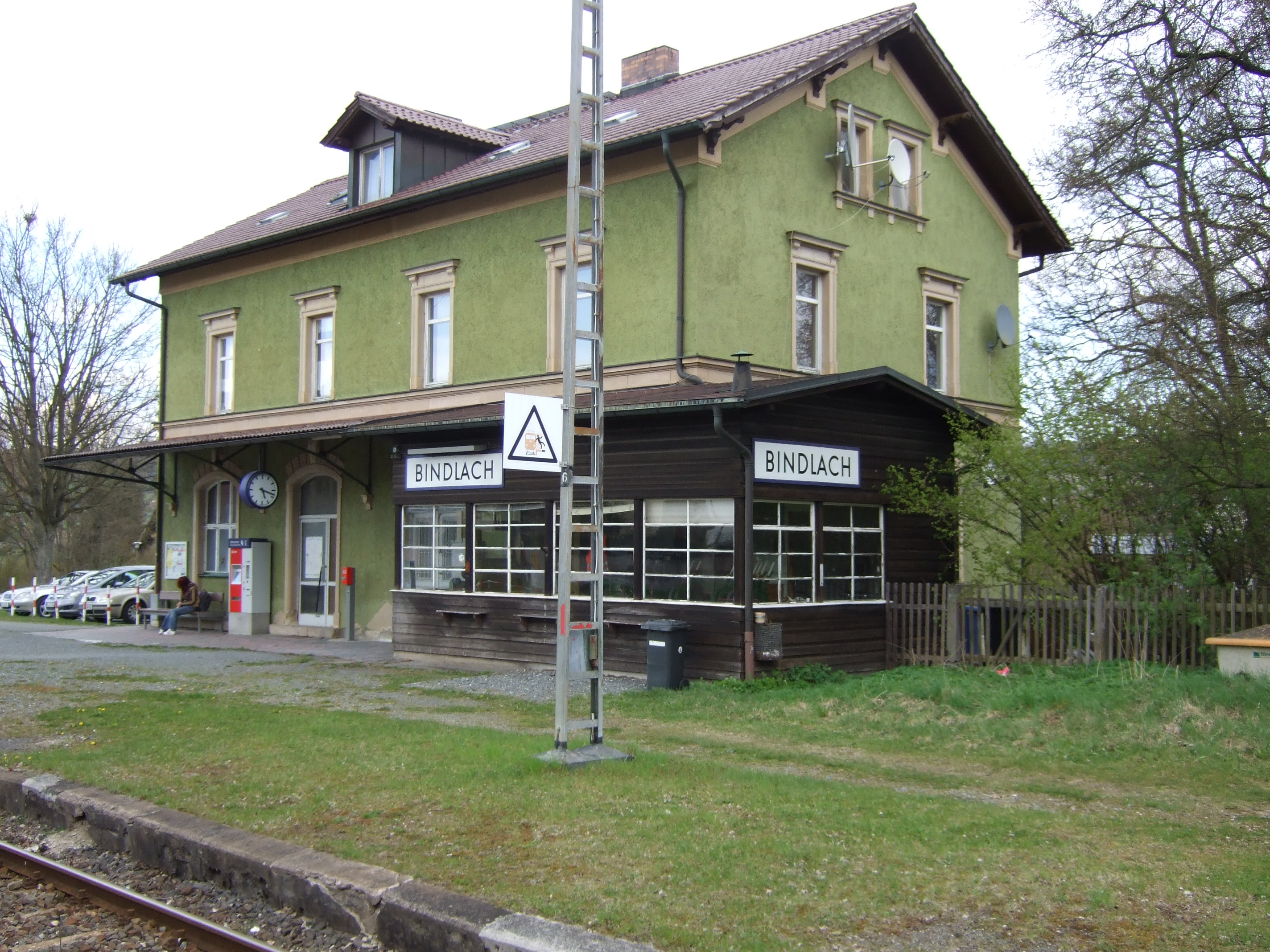
Bahnhof Bindlach mit Stellwerksanbau, 2012

Die Strecke verlässt den Bahnhof Neuenmarkt-Wirsberg in südlicher Richtung und schwenkt bald darauf nach Südwesten, wobei sie erst dem Laubenbach und dann dem Weißen Main jeweils knapp zwei Kilometer weit folgt. Am Ortsrand von Schlömen zweigt die ehemalige Nebenstrecke nach Bischofsgrün ab, die Weiche und ein anschließendes Gleisstück sind noch vorhanden. Der Haltepunkt Schlömen wurde erst 1896 eingerichtet und ist nicht mehr in Betrieb.
Nächste Station und erster Bahnhof ist Trebgast, wo die Staatsstraße 2183 die Trasse kurz hintereinander zweimal niveaugleich kreuzt. Das Gleis am Hausbahnsteig und das Ladegleis sind verschwunden, nur das lange Kreuzungsgleis existiert nach wie vor. Hier finden planmäßig Zugkreuzungen statt. Die Flügelsignale wurden erst 2012 abgebaut, das Hebelstellwerk am 22. März 2012 stillgelegt. Wie das Harsdorfer Hebelstellwerk wird es in ein Museum überstellt, das Bindlacher Hebelstellwerk soll als Ersatzteilspender dienen.
Die Strecke folgt der Staatsstraße nach Bayreuth am östlichen Rand des weiten Tals des Flüsschens Trebgast. Auf halber Strecke nach Harsdorf passiert die Bahn die von einem bemannten Bahnübergang gesicherte Straße nach Neudrossenfeld und unterquert dann parallel zur Straße die Autobahn A 70.
In Harsdorf zweigte früher – von Bayreuth kommend noch vor dem Bahnübergang – ein längeres Industriegleis zur örtlichen Malzfabrik ab, was Harsdorf zum bedeutendsten Zwischenbahnhof der Strecke machte. Dieses Gleis wurde schon in den 1980er Jahren nicht mehr benutzt und Anfang der 1990er Jahre abgebaut. Der Bahnhof Harsdorf ist inzwischen ebenfalls nur noch zweigleisig. Die Strecke verläuft hier bereits von Nordost nach Südwest und schwenkt nach dem Haltepunkt Ramsenthal nach Süden. Anschließend wird die So-da-Brücke unterquert, die jahrelang als Sinnbild für teuere Fehlplanungen galt. Der Ortschaft Gemein wurde, mit der Sperrung des niveaugleichen Bahnübergangs, der kürzeste Weg nach Bindlach und Bayreuth genommen.

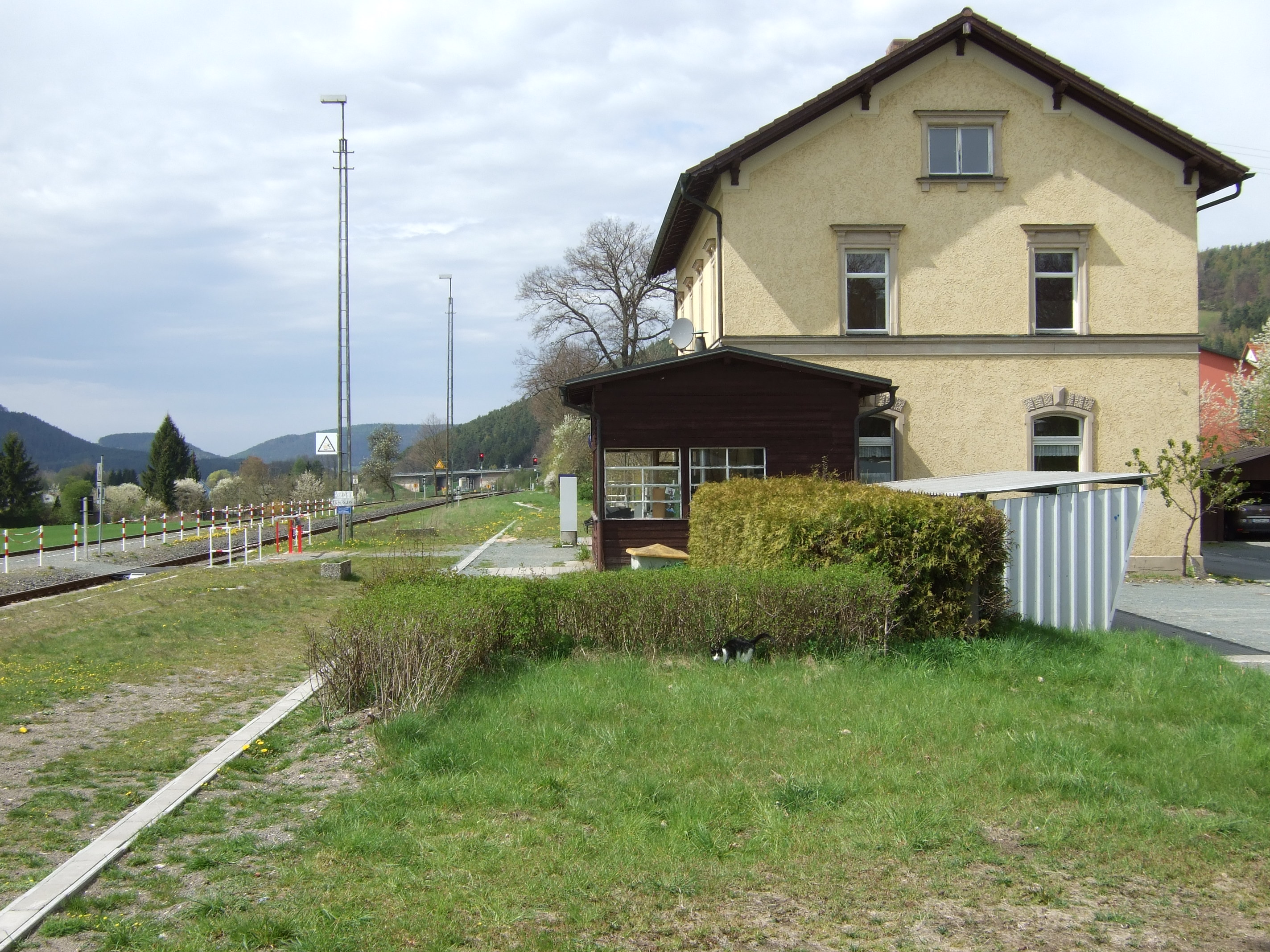
Bahnhof Harsdorf, davor angebaut das Hebelstellwerk

Im März 2012 wurde das Hebelstellwerk Harsdorf durch ein elektronisches Stellwerk ersetzt. Das neue Technikgebäude entstand aufgrund eines Planungsfehlers an einer Stelle, an der es dem Schrankenwärter den Blick auf einen Teil des Bahnübergangs verstellte. Daher versah mehrere Monate lang ein Schrankenbeobachter 18 Stunden am Tag vor Ort seinen Dienst und meldete dem Schrankenwärter über Funk, dass sich die Schranken ordnungsgemäß geschlossen und wieder geöffnet hatten.
Im Bahnhof Bindlach sind das in der Gegend einst häufig anzutreffende Weichentrapez mit zwei Gütergleisen und der Güterschuppen ebenfalls nicht mehr existent. Das stillgelegte Hebelstellwerk aus dem Jahr 1901 war im Mai 2012 aber noch vorhanden und konnte, als eines der letzten Exemplare seiner Art in Oberfranken, gut eingesehen werden. Im Jahr 2006 wurde ein neuer Bahnsteig für das Gleis 1 ca. 50 Meter südlich des Bahnhofsgebäudes errichtet, der sich aber vom Bahnhof aus nicht direkt erreichen lässt. Der Seitenbahnsteig am gegenüberliegenden Durchfahrtgleis 2 ging an neuer Stelle im Herbst 2015 in Betrieb und wird seitdem in beiden Richtungen vorwiegend angefahren.
Südlich des Bahnhofs Bindlach wird das Bayreuther Stadtgebiet erreicht. Hier gibt es Güteranschlussgleise (u. a. einer 1982 eröffneten Müllumladestation) und eine Panzerverladerampe, die bis in die 1990er Jahre genutzt wurde. Die von Osten her kommende Strecke aus Warmensteinach wurde früher parallel und eigenständig in den Bayreuther Hauptbahnhof geführt. Beim Bau der Hofer Straße wurde sie vor einigen Jahren, als eine neue Brücke angelegt wurde, kurz vor dieser in die Pachtbahn eingeführt. Parallele Ein- und Ausfahrten auf den beiden Strecken sind seitdem nicht mehr möglich.
Insgesamt verläuft das Planum ohne nennenswerte Gefälle und Steigungen verhältnismäßig flach. Tiefster Punkt ist der Bahnhof Trebgast, die höchste Stelle liegt bei Bindlach. Der kleinste Kurvenradius findet sich am nördlichen Ortsrand von Trebgast. Niveaugleiche Bahnübergänge existieren an mehreren Stellen, sie sind weitgehend durch Lichtzeichen- und Schrankenanlagen gesichert. Einzig nennenswerter Kunstbau ist die dreibogige Sandsteinbrücke über den Weißen Main.

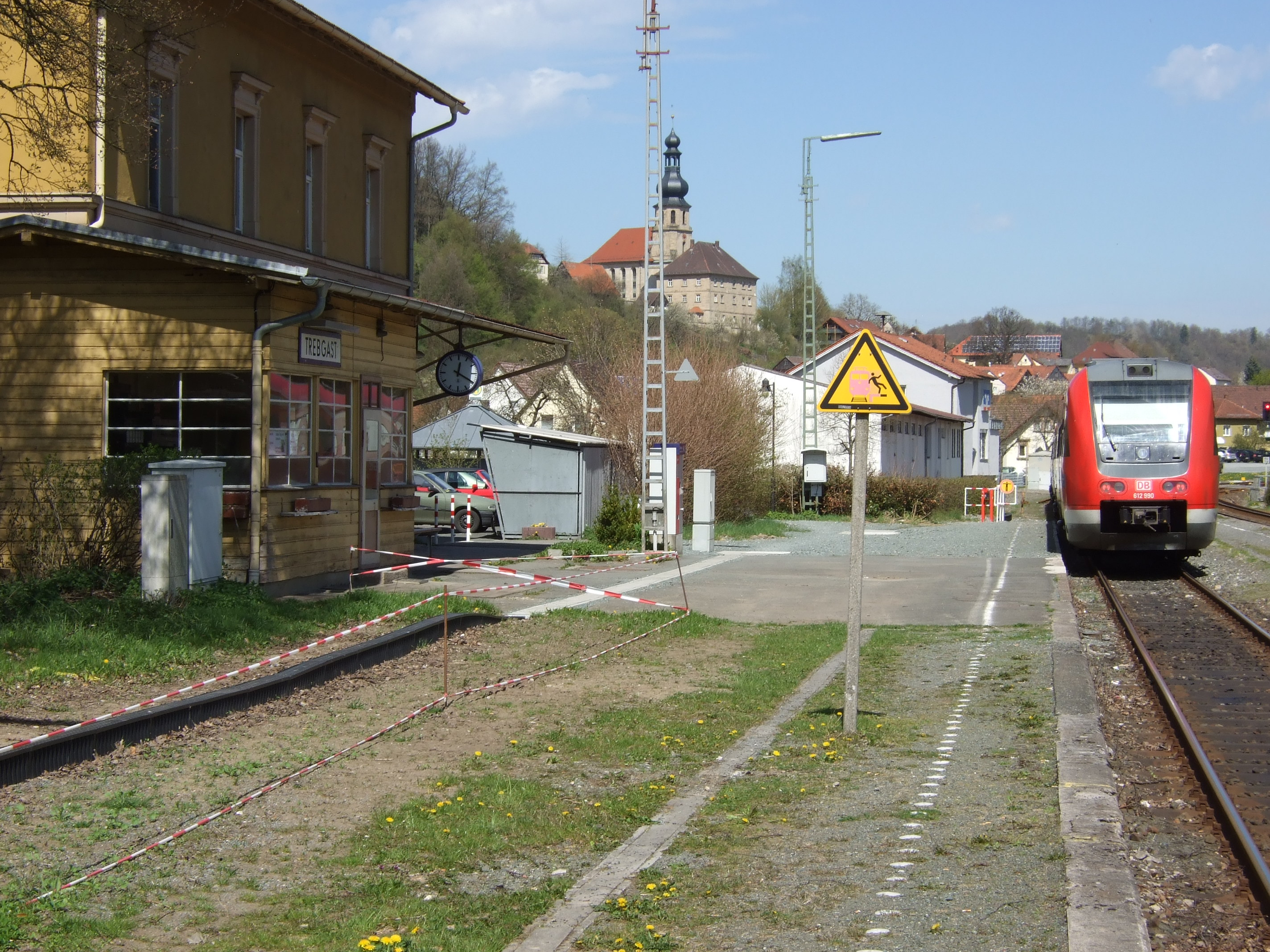
Kreuzungsbahnhof Trebgast mit Stellwerksanbau
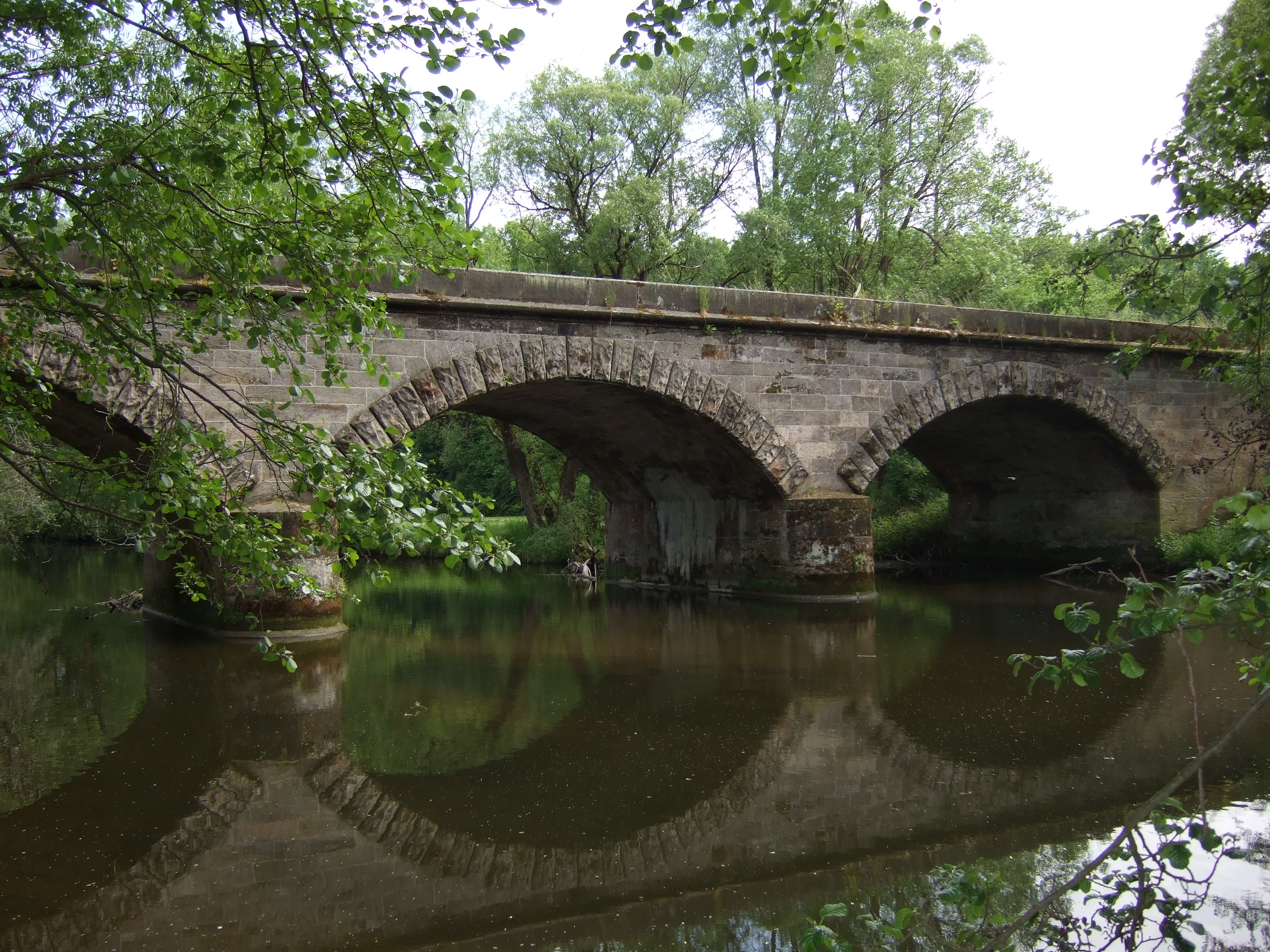
Vierbogige Sandsteinbrücke über den Weißen Main
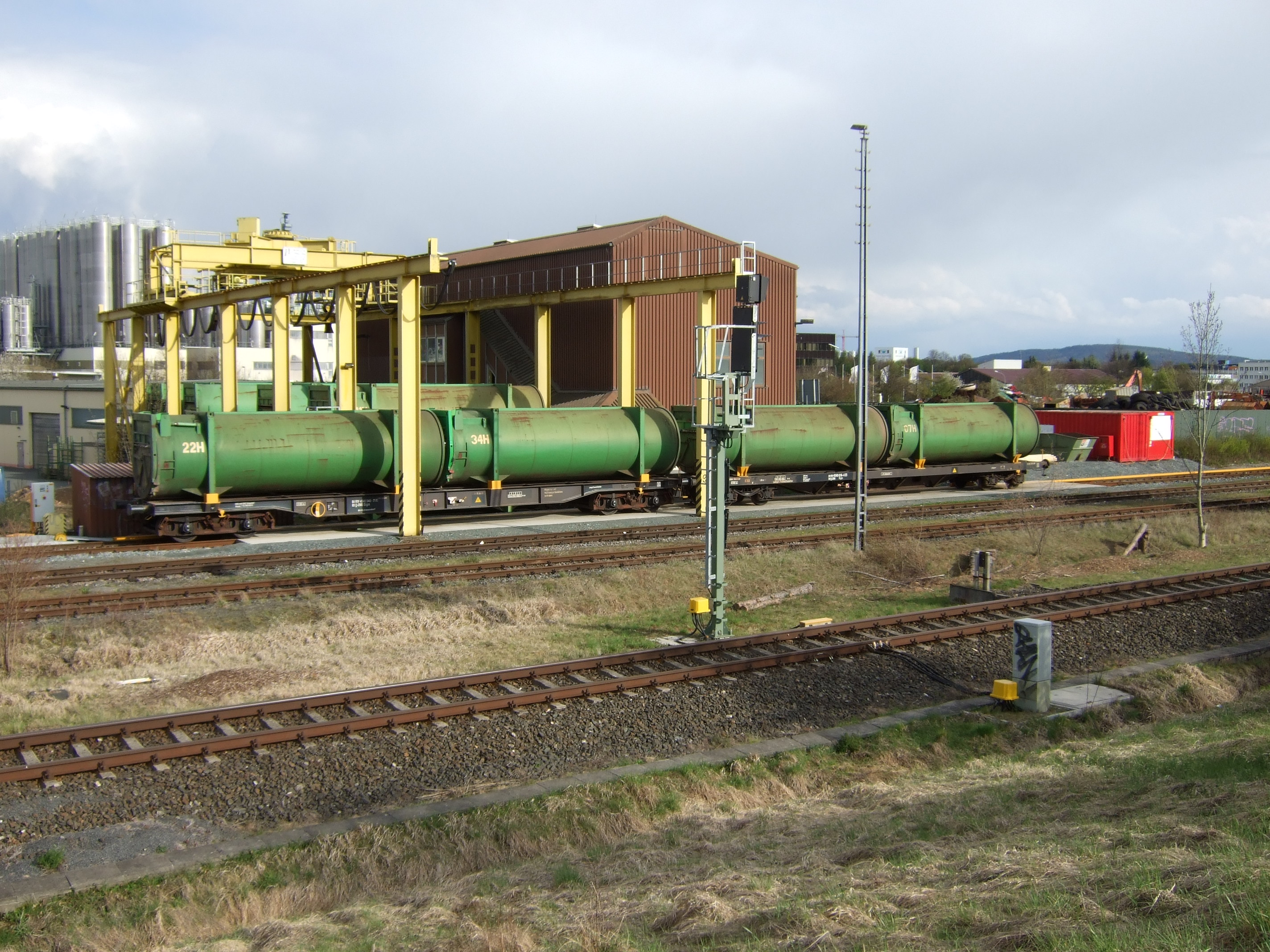
Müllumladestation Bayreuth

## Verkehr
In Neuenmarkt-Wirsberg bestehen Anschlüsse sowohl Richtung Bamberg als auch Richtung Hof. Über die Schlömener Kurve sind die Pachtbahn und die Schiefe Ebene seit 2001 direkt verbunden. Zwischen Bayreuth und Hof verkehren heute, wie auch über Kulmbach nach Bamberg (– Würzburg) und Coburg (– Bad Rodach), durchgehende Züge.
Nach Inbetriebnahme der Schlömener Kurve wurde die Strecke ab dem 10. Juni 2001 als Teil der Sachsen-Franken-Magistrale von Dresden nach Nürnberg zeitweise von Zügen des Fernverkehrs befahren.
Von Dezember 2006 bis Dezember 2013 verkehrte dort der IRE Franken-Sachsen-Express Nürnberg–Bayreuth–Dresden (seit Dezember 2007 im Zweistundentakt), nachdem zwischenzeitlich überhaupt keine Züge mehr planmäßig die Schlömener Kurve genutzt hatten. Seit 15. Dezember 2013 verkehrt hier der zweistündlich verkehrende RE Nürnberg–Bayreuth–Hof.

## Deutsches Dampflokomotiv-Museum

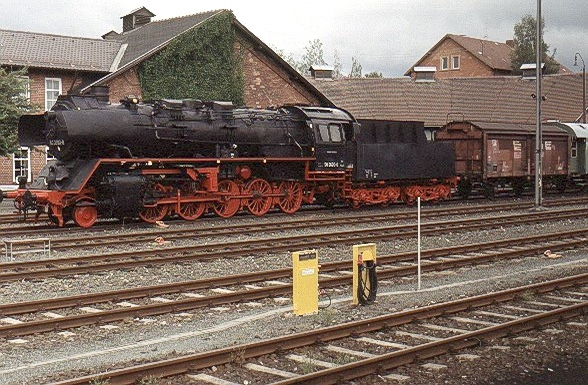
Museumslokomotive 50 3690 vor dem Deutschen Dampflokomotiv-Museum

In Neuenmarkt befindet sich das Deutsche Dampflokomotiv-Museum (DDM) mit einer Vielzahl von Exponaten. Neben der Präsentation seiner statischen Ausstellung veranstaltet das DDM in unregelmäßigen Abständen, meist in Zusammenarbeit mit anderen Eisenbahnmuseen sowie Bahn- und Lokomotivbetreibern Sonderfahrten, u. a. über die Schiefe Ebene.